# Napoleon (1995)
Napoleon (bra: Napoleon - As Aventuras de um Cãozinho Valente; prt: Um Cãozinho Chamado Napoleão) é um filme infantil de 1995, uma coprodução entre Austrália e Japão, dirigido por Mario Andreacchio. Escrito pelo próprio Andreacchio em parceria com Michael Bourchier e Mark Saltzman, o longa-metragem é inspirado em um filme infantil japonês da década de 1980 e conta a história de um filhote de golden retriever que foge de sua cidade natal para se tornar um cão selvagem. A produção contou com mais de 30 espécies diferentes de animais que interagem entre si e explora a beleza de diversas paisagens naturais australianas. 
Considerado o filme de produção independente mais caro feito no sul da Austrália na época de sua estreia nos cinemas, Napoleon acabou não obtendo um desempenho satisfatório nas bilheterias mundiais e foi pouco lembrado entre os críticos especializados. Entretanto, foi ganhando admiradores ao longo dos anos após seu lançamento em mídia doméstica e exibições em emissoras de televisão aberta. No Brasil, o longa-metragem foi um dos destaques da Sessão da Tarde, programa da Rede Globo, no início da década de 2000, quando costumava ser exibido frequentemente na atração.

## Enredo
Em Sydney, na Austrália, um cãozinho chamado Muffin e sua mãe moram com uma família humana. Ele chama a si mesmo de Napoleon e sonha em viver com os cães selvagens, cujos uivos ele ouve ao longe. Durante uma festa de aniversário, o filhote pula dentro de uma cesta com balões amarrados. A cesta começa a flutuar, fazendo com que Napoleon sobrevoe a cidade. Uma cacatua chamada Birdo se oferece para ajudá-lo a descer, porém, Napoleon conclui que essa é a sua oportunidade de encontrar os cães selvagens, e ignora a ajuda de Birdo.
A cesta cai em uma floresta próxima e, durante a noite, uma coruja adverte Napoleon das coisas terríveis que acontecem a animais domésticos que se aventuram na selva, mas Napoleon também a ignora. No caminho, ele encontra uma gata ensandecida que começa a persegui-lo, imaginando que o cãozinho é um rato. A coruja empurra a gata num lago e salva Napoleon. A felina sai do lago furiosa, jurando vingança.

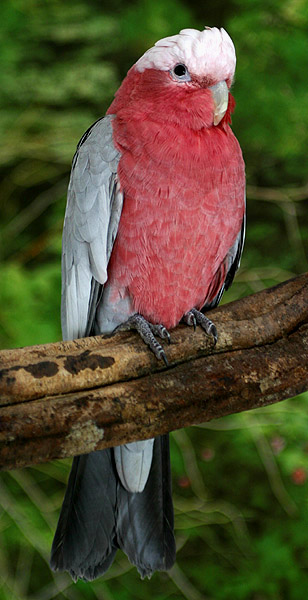
Birdo, o melhor amigo de Napoleon, é um galah, ave típica da fauna australiana.

No dia seguinte, Napoleon reencontra Birdo e este decide ensiná-lo a viver na selva. O pássaro tenta ensiná-lo a caçar coelhos, mas o cãozinho não consegue capturá-los. Inesperadamente, começa um incêndio num canavial, mas Napoleon escapa com a ajuda de Birdo. A gata retorna e tenta atacar Birdo, mas falha. O pássaro se reúne com seu bando perdido, mas a felina também os encontra. Napoleon os salva, alertando-os do perigo. O filhote e o pássaro se separam, pois Napoleon quer procurar os cães selvagens e Birdo quer voltar para seu bando.
Napoleon descobre que os uivos que ele ouvia vinham de um lagarto perente e fica muito triste. A área começa a inundar e ele corre para se abrigar em uma caverna úmida, onde encontra Nancy e Sid, dois filhotes de dingo. A água arrasta Nancy, Napoleon mergulha e a resgata. A mãe dos filhotes aparece e ele percebe que, finalmente, encontrou os cães selvagens.
A mãe dingo concorda em deixar Napoleon morar com ela e seus filhotes. Ele revela-lhe que sempre quis viver na selva, mas confessa estar decepcionado com o que encontrou por lá. A mãe o conforta, lembrando que foi a coragem dele que o ajudou a salvar os filhotes dela, e isso representa o verdadeiro espírito dos cães selvagens. Napoleon decide voltar para casa e é conduzido na bolsa de um canguru. Chegando à costa, o filhote descobre que sua cesta está sendo habitada por um pinguim mal-humorado que deseja ser selvagem e corajoso.
À noite, a gata retorna e inicia uma luta com Napoleon em um penhasco. Quando está prestes a matar o cãozinho, ela é distraída pelo pinguim, que começa a provocá-la. Napoleon derruba a gata do penhasco e entra na cesta, que navega na água. No alto do penhasco, Napoleon vê a imagem de um cão selvagem uivando, simbolizando que o filhote compreendeu que sua bravura o torna um cão selvagem por dentro. 
Birdo reaparece e traz com ele uma tartaruga marinha que conduz o cãozinho de volta à cidade. Napoleon volta para casa e reencontra sua mãe, que finalmente concorda em chamá-lo de Napoleon em vez de Muffin. Cenas finais mostram que a gata sobreviveu e ressurge furiosa, no fundo do quintal onde estão Napoleon e sua mãe.

## Elenco de vozes
- Jamie Croft interpreta Napoleon, um filhote de golden retriever.
- Philip Quast interpreta Birdo, uma cacatua de peito rosa (galah).
- Susan Lyons interpreta a mãe de Napoleon e uma wallaby.
- Coralie Sawade interpreta a mãe das crianças.
- Brenton Whittle interpreta a Coruja, o Sapo, o Vombate, um wallaby e um rato do deserto.
- Anne Lambert interpreta a Aranha, o Wallaby sem Orelhas e um rato do deserto.
- Carole Skinner interpreta a Gata.
- Lucia Mastrantone interpreta o Periquito-arco-íris.
- Frank Whitten interpreta o Coala.
- Fiona Press interpreta um wallaby, um galah e a Mãe Dingo.
- Steven VIdler interpreta a Serpente, um galah, um rato do deserto e a Tartaruga Marinha.
- David Argue interpreta um galah e o Lagarto-de-gola.
- Edward McQueen-Mason interpreta um galah e a Equidna.
- Stuart Pankin interpreta o Lagarto Perente e o Pai Pinguim.
- Mignon Kent interpreta Nancy, um filhote de dingo.
- Michael Wilkop interpreta Sid, um filhote de dingo.
- Barry Humphries (Dame Edna Everage) interpreta o Canguru.
- Casey Siemaszko interpreta Conan, um pinguim.
- Joan Rivers interpreta a Mãe Pinguim.

Entre os dubladores dos periquitos e coelhos estão Catherine Lambert, Tracey Canini, Annabel Sims, Neusa Timms e Debbie Horn. Os pinguins foram dublados, entre outros, por Stuart Zagnit e Carolyn Sloan.

## Produção

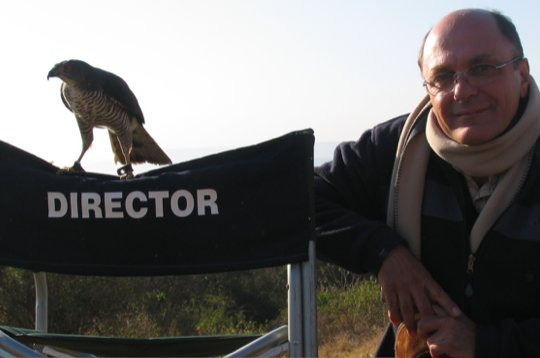
O diretor Mario Andreacchio, fotografado na África do Sul durante as filmagens de outra produção com animais selvagens comandada por ele: Elephant Tales (2006).

Napoleon foi o filme independente mais caro feito no sul da Austrália na época de sua produção.  O diretor Mario Andreacchio inspirou-se a fazer o longa-metragem depois de assistir com seus filhos ao filme Koneko Monogatari (The Adventures of Milo and Otis, em inglês), clássico infantil japonês de 1986 sobre as aventuras de um cão e um gato domésticos que vão parar acidentalmente na selva.
Durante as filmagens de Napoleon, 64 cães diferentes desempenharam o papel principal. Ao todo, a produção contou com 38 espécies de animais, muitas das quais são típicas da fauna selvagem australiana. A beleza das paisagens naturais da Austrália foi abundantemente explorada pela equipe de fotografia, que procurou captar ao máximo os extremos da natureza — terra, vento e água. O longa-metragem explora montanhas verdes, planícies desérticas vermelhas, paisagens cobertas de neve e a água.
O filme também contém referências bem-humoradas para o público mais velho, como o fato de os filhotes de dingo encontrados por Napoleon chamarem-se Sid e Nancy, uma alusão ao conturbado casal Sid Vicious e Nancy Spungen. Também há referências a diretores do cinema de arte italiano nos nomes de Birdo Lucci e seus amigos de bando — Luchino, Federico e Roberto — que aludem, respectivamente, a Luchino Visconti, Federico Fellini e Roberto Rossellini.

## Lançamento e recepção
Napoleon arrecadou 2 051 855 dólares nas bilheterias da Austrália em 1995. No Japão, o filme estreou em 87 cinemas no final de fevereiro do mesmo ano sob o nome de Kulta, que em finlandês significa "ouro". Segundo Andreacchio, o público japonês confundiu o título original em inglês com o nome de um tipo de conhaque.
O longa-metragem estreou nos cinemas dos Estados Unidos em 10 de outubro de 1997. Foi lançado no formato VHS no país em 11 de agosto de 1998 pela Metro-Goldwyn-Mayer, que realizou uma nova dublagem, apresentando Adam Wylie como a voz de Napoleon, Bronson Pinchot como Birdo e Debra Mooney no papel da Gata; outros personagens são interpretados por David Ogden Stiers, Carol Kane, Stuart Pankin e Blythe Danner.
Nos Estados Unidos, o filme não recebeu exibições antecipadas para os críticos. Apesar disso, recebeu três de quatro estrelas no New York Daily News. Embora tenha sido uma decepção em termos financeiros, Napoleon foi ganhando admiradores ao longo dos anos, sendo atualmente considerado uma produção cult. 
No Brasil, o filme foi lançado nos cinemas em 30 de junho de 1995, sendo posteriormente exibido em várias ocasiões na Sessão da Tarde, programa da Rede Globo, no início da década de 2000, pelo que se tornou popular no país. Em junho de 1997, foi distribuído em formato doméstico no Brasil pela PlayArte Home Vídeo, inicialmente em VHS, e também em DVD alguns anos depois. Em 31 de dezembro de 2012, o longa foi exibido pela primeira vez na Rede Record como parte da programação especial de fim de ano da emissora.